# Leipziger Streichquartett
Das Leipziger Streichquartett (LSQ) ist ein deutsches Streichquartettensemble. Das Quartett war auch Bestandteil des Ensemble Avantgarde um den Leipziger Pianisten Steffen Schleiermacher.

## Geschichte
Das Quartett wurde 1988 als Neues Leipziger Streichquartett gegründet und führte den Namen bis zum Jahr 1995. Drei der Quartettmitglieder waren damals als Stimmführer im Gewandhausorchester Leipzig tätig, bis sie 1993 auf eigenen Wunsch ausschieden, um sich vollständig der Kammermusik zu widmen.
Studien bei Gerhard Bosse in Leipzig, dem Amadeus-Quartett in London und Köln, bei Hatto Beyerle in Hannover und bei Walter Levin gingen dem voraus.
Seit November 1991 gestaltet das Quartett seine eigene Konzertreihe Pro Quatuor in Leipzig. Als Teil des Ensemble Avantgarde war das Quartett Mitbegründer der Reihe „musica nova“ am Leipziger Gewandhaus. Am Gewandhaus in Leipzig führte das LSQ von 1993 bis 2000 zyklisch alle wichtigen Quartette der Ersten und Zweiten Wiener Schule auf. 1996 oblag den Mitgliedern des Ensembles dort auch die deutsche Erstaufführung von Alfred Schnittkes „Zu dritt“ für Streichtrio und Orchester.
Das Leipziger Streichquartett initiierte 1996 den „Beethoven-Streichquartett-Zyklus als Zeichen europäischer Freundschaft“, der über 15 Musikstädte Europas zusammenführte. Die neun Discs umfassende erste vollständige Aufnahme aller Quartette von Franz Schubert wurde 1997 abgeschlossen. 2002 war das Quartett Artist in Residence am Auditorio Nacional Madrid. Seit 2009 ist das LSQ auf Einladung Claudio Abbados Bestandteil des Lucerne Festival Orchestras. Zudem hatte das Quartett von 2009 bis 2013 eine Gastprofessur an der Tōkyō Geijutsu Daigaku (Geidai, Universität der Künste Tokio) inne.
Eine rege Konzerttätigkeit durch Europa, Nord- und Südamerika, Australien, Japan, Israel, Afrika und Asien führte das Quartett bisher in über 60 Länder. Für seine circa 60 CD-Einspielungen, die hauptsächlich bei dem deutschen Label Dabringhaus & Grimm erschienen sind, wurde es mehrfach ausgezeichnet.

## Repertoire
Das Quartett spielt neben dem klassischen Quartettrepertoire auch Werke der klassischen Moderne und zeitgenössische Werke.
Es interpretierte in Uraufführungen unter anderem Werke von Beat Furrer, Claus-Steffen Mahnkopf, Wolfgang Rihm, Steffen Schleiermacher, Christian Ofenbauer, Siegfried Thiele, Viktor Ullmann, Jörg Widmann, David Philip Hefti, Rainer Riehn, Ulrich Leyendecker und Bernd Franke.
Musikalische Partner des Ensembles sind unter anderem der Klarinettist Karl Leister, der Cellist Michael Sanderling, der Bratscher Hartmut Rohde, die Pianisten Alfred Brendel, Christian Zacharias und Andreas Staier, die Sopranistin Christiane Oelze, der Bariton Olaf Bär und der Klezmer-Klarinettist Giora Feidman.

## Mitglieder
- Stefan Arzberger – 1. Violine (2008–2015[1][2] und wieder seit 2018)
- Tilman Büning – 2. Violine
- Ivo Bauer – Viola
- Peter Bruns – Violoncello (seit 2019)

Ehemalige Mitglieder:
- Andreas Seidel – 1. Violine (1988–2008)
- Conrad Muck – 1. Violine (2015–2018)
- Matthias Moosdorf – Violoncello (1988–2019)

## Auszeichnungen
- Internationaler Musikwettbewerb der ARD in München 1991
- Preis der Gebrüder-Busch-Gesellschaft 1991
- Förderpreis des Siemens-Musikpreises 1992
- Schneider-Schott-Preis der Stadt Mainz 1993 (für die Reihe „musica nova“)
- Stipendium des Amadeus Scholarship Fund
- Stipendium der Stiftung Kulturfonds
- Preis der deutschen Schallplattenkritik
- Diapason d’or
- Premios CD-Compact
- Cannes Classical Award (zwei Nominierungen)
- Echo Klassik 1999, 2000, 2003, 2008 und 2012
- Indie-Awards 1999 und 2000